# Sniatyn (huyện)
Huyện Sniatyn (tiếng Ukraina: Снятинський район, chuyển tự: Sniatyns’kyi raion) là một huyện của tỉnh Ivano-Frankivsk thuộc Ukraina. Huyện Sniatyn có diện tích 602 kilômét vuông, dân số theo điều tra dân số ngày 5 tháng 12 năm 2001 là 68979 người với mật độ 115 người/km2. Trung tâm huyện nằm ở Sniatyn.